# Павлов Петро Йосипович
Петро Йосипович Павлов (1898—1970) — український іхтіолог, доктор біологічних наук (1960), автор понад 60 наукових праць, зокрема 3 монографій, одна з яких у серії «Фауна України».

## Життєпис
Народився 27 червня 1898 року в Болграді (тоді Бесарабська губернія, зараз Одеська область). У 1919 році закінчив гімназію. Працював шкільним учителем. У 1927—1931 роках навчався на агробіологічному факультеті Одеського інституту професійної освіти (за часів розформування Одеського університету), де почав займатися іхтіологією під керівництвом академіка Дмитра Третьякова. У 1931 році поступив до аспірантури в Ленінградський іхтіологічний інститут. В 1934 році захистив кандидатську дисертацію на тему «Возраст и темп роста семги (Salmo salar brevipes Smitt) реки Кеми (Карелия)» (керівник Берг Лев Семенович). У 1934—1940 роках працював на Севанській гідробіологічній станції АН Вірменської РСР (озеро Севан, Вірменія). Протягом 1940—1969 років у Інституті гідробіології АН УРСР. У 1959 році захистив докторську дисертацію «Сельдевые рода Alosa северо-западного участка Черного моря» і здобув відповідний ступінь 1960 року. Був науковим керівником кандидатських дисертацій відомих українських іхтіологів Юрія Мовчана та Анатолія Щербухи (обидві захищені 1965 року). В 1969 році перейшов в Інститут зоології АН УРСР, але невдовзі помер, 28 січня 1970 року, в Києві.

## Деякі праці
- Павлов П. Й. 1946. До систематики і біології густери (Blicca bjoerkna L.) середньої течії р. Дніпра. Доповіді АН УРСР. 1-2: 64-68.
- Павлов П. Й. 1946. Вікова змінність у ляща (Abramis brama L.) середньої течії р. Дніпра. Доповіді АН УРСР. 3: 58-63.
- Павлов П. И. 1947. Основные озерные нерестилища и влияние спуска озера Севан на запасы форелей. Труды Севанской гидробиологической станции АН Армянской ССР. 9: 179—213.
- Павлов П. Й. 1948. До морфології ляща середнього Дніпра. Труди Інституту гідробіології АН УРСР. 22: 14-21.
- Павлов П. Й. 1959. Оселедцеві роду Alosa північно-західної частини Чорного моря. Київ: Видавництво АН УРСР. 252 с.
- Павлов П. И. 1959. О меч-рыбе из Черного моря. Зоологический журнал. 11: 1754-1755
- Павлов П. Й. 1960. Промислові риби східного Сиваша та їх біологічні особливості. Праці Інституту гідробіології АН УРСР. 35: 92-117.
- Павлов П. И. 1961. Морфологическая характеристика днепровской тарани и ее хозяйственное значение. Зоологический журнал. 40 (2): 244-250.
- Павлов П. И. 1964. Современное состояние промысловых рыб Нижнего Днепра и Днепровско-Бугского лимана и их охрана. Киев: ВИНИТИ, рукопись 27-64. 298 с.
- Павлов П. И. 1967. Морфологические особенности дунайской белуги Huso huso ponticus Salnikov et Maliatskij. Гидробиологический журнал. 3 (2): 39-42.
- Павлов П. И. 1968. О степени изменчивости стерляди Дуная и Днепра. Гидробиологический журнал. 4 (1): 59-66.
- Павлов П. И., Щербуха А. Я. 1972. К изучению морфологии днепровских рыб рода ельцовых (Leuciscus, Cyprinidae) и их таксономического сходства. Вестник зоологии. 3: 42-47. (посмертно)
- Павлов П. И., Щербуха А. Я. 1975. О морфологическом родстве между видами родов Abramis и Blicca (Pisces, Cyprinidae) среднего течения Днепра. Вестник зоологии. 2: 39-45. (посмертно)
- Павлов П. Й. 1980. Фауна України. Том 8. Риби. Вип. 1. Личинкохордові (асцидії, апендикулярії), безчерепні (головохордові), хребетні (круглороті, хрящові риби, кісткові риби-осетрові, оселедцеві, анчоусові, лососеві, харіусові, щукові, умброві). Київ: Наукова думка. 352 с. (посмертно)